# Filodes fulvidorsalis
Filodes fulvidorsalis là một loài bướm đêm trong họ Crambidae.